# Ball al Moulin de la Galette (Renoir)
Ball al Moulin de la Galette és una pintura a l'oli realitzada per Auguste Renoir el 1876 i que actualment s'exposa al Museu d'Orsay de París.

## Descripció
Un dels temples del lleure i la bohèmia parisenca era el Moulin de la Galette, un molí abandonat situat al cim de Montmartre. Era habitat per artistes, literats, prostitutes i obrers.:121–3 Els diumenges i dies festius eren dies de ball a Le Moulin, omplint-se amb la població que habitava el barri. Una orquestra amenitzava la dansa mentre que al voltant de la pista es disposaven taules sota els arbres per aprofitar l'ombra. En el seu desig de representar la vida moderna, element imprescindible per als impressionistes, Renoir immortalitza aquest lloc en una de les teles mítiques de l'Impressionisme. El seu principal interès - igual que a Nu al sol o El gronxador - és representar les diferents figures en un espai entristit amb tocs de llum, recorrent a les tonalitats malves per a les ombres.
A les taules s'asseuen els pintors Lamy, Goeneutte i Georges Rivière al costat de les germanes Estelle i Jeanne i altres joves del barri de Montmartre. En el centre de l'escena ballen Pedro Vidal, pintor cubà de família catalana, al costat de la seva amiga Margot; al fons estan els també pintors Cordey, Lestringuez, Gervex i Lhote.
L'efecte de multitud ha estat perfectament aconseguit, recorrent Renoir a dues perspectives per a l'escena: el grup del primer pla ha estat captat des de dalt mentre que les figures que ballen al fons es veuen en una perspectiva frontal. La composició s'organitza a través d'una diagonal i en diferents plans paral·lels que s'allunyen, elements clàssics que no oblida el pintor. Les figures són ordenades en dos cercles: el més compacte al voltant de la taula i un altre més obert entorn de la parella de ballarins.